# Hypenagonia mediifascia
Hypenagonia mediifascia là một loài bướm đêm trong họ Erebidae.